# 태평양급 경비함
태평양급 경비함(太平洋級 警備艦)은 대한민국 해양경찰청의 3천톤급 경비함이다. 또한 태평양급 경비함은 13척이 건조되었다.

## 해외
미국 해안경비대는 3천톤 해밀턴급 경비함 12척을 사용중이다. 일본도 3천톤 경비함을 12척 배치했다.

## 사격통제장치
2009년 해군의 사격통제장치 WCS-86 보다 향상된 WCS-07을 장착하였다.

## 독도
2006년 5월 4일 태평양 7호 진수식에서 당초의 배치지역인 목포가 아닌 독도로 배치된다고 밝혔다.

## 논란
각 함별로 크기, 장비, 형태 등이 상이하여 운영 효율성이 떨어진다는 지적이 있다.

## 참고 문헌
- “악천후에서도 장기간 작전수행이 가능한 3,000톤급 경비함”. 2006년 2월 28일. 2015년 2월 11일에 확인함.